# Cyperus nanellus
Cyperus nanellus är en halvgräsart som beskrevs av Tang och Fa Tsuan Wang. Cyperus nanellus ingår i släktet papyrusar, och familjen halvgräs. Inga underarter finns listade i Catalogue of Life.